# بیمارستان امیرالمؤمنین علی (گراش)
بیمارستان امیرالمؤمنین علی گراش بیمارستانی  ۱۱۰ تخت‌خوابی و آموزشی درمانی در شهرستان گراش وابسته به دانشکده علوم پزشکی گراش است که با همکاری خیرین بومی ساخته و در سال ۱۳۶۸ با حضور دکتر رضا ملک‌زاده، وزیر بهداشت و درمان وقت، افتتاح شد.
مدیریت این بیمارستان در مراحل ساخت برعهدهٔ علی‌اصغر حسنی بود. این بیمارستان دز زمینی به مساحت ۱۵۰ هزار متر مربع با زیربنای حدود ۳۰ هزار متر مربع واقع شده و شامل ساختمان بیمارستان، درمانگاه، خانه‌های مسکونی، قسمت اداری و موتورخانه است.

## تاریخچه
عملیات ساخت این بیمارستان در سال ۱۳۵۹ با کمک خیران از جمله شیخ‌احمد انصاری شروع به ساخت گردید و در سال ۱۳۶۷ کار ساختمانی آن به پایان رسید. در سال ۱۳۶۸ با حضور دکتر رضا ملک‌زاده وزیر وقت بهداشت، درمان و آموزش پزشکی و جمعی از مسئولین افتتاح گردید. این بیمارستان در ارزشیابی سال ۱۳۹۲ به بیمارستان درجه یک ارتقا یافت.

## بخش‌های بیمارستان
- بخش داخلی
- بخش کودکان
- بخش زنان
- بخش جراحی
- بخش گوش و حلق و بینی
- بخش چشم‌پزشکی
- بخش جراحی مغز و اعصاب
- بخش اورولوژی
- بخش روان‌پزشکی
- بخش آی‌سی‌یو
- بخش سی‌سی‌یو
- بخش زایشگاه
- بخش آزمایشگاه
- بخش رادیولوژی
- بخش اورژانس

علاوه بر این دارای امکانات و تجهیزاتی به شرح ذیل است: سونوگرافی، اکوکاردیوگرافی، تست ورزش، آندوسکوپی، ارتوپدی بیومتری وفیکو. این بیمارستان، با داشتن ۷۰ واحد مسکونی و فضای سبز، در حدود ۹۰ هزار متر مربع و زمین ورزش، محیط آرامی را برای سکونت پزشکان و پرسنل غیر بومی فراهم آورده است. لازم است ذکر شود که کلیه هزینه ساخت و تجهیزات این بیمارستان توسط خیرین شهر تأمین شده‌است.
در طرح توسعهٔ این بیمارستان طی در دهه ۹۰، سه بخش «مرکز فوق تخصصی پیشگیری از سرطان»، «مرکز درمان ناباروری» و «بخش NICU» در بیمارستان امیرالمؤمنین راه‌اندازی شده‌است.